# Oeschinenhorn
L'Oeschinenhorn est un sommet des Alpes bernoises en Suisse. Il culmine à 3 485 mètres d'altitude.

## Géographie

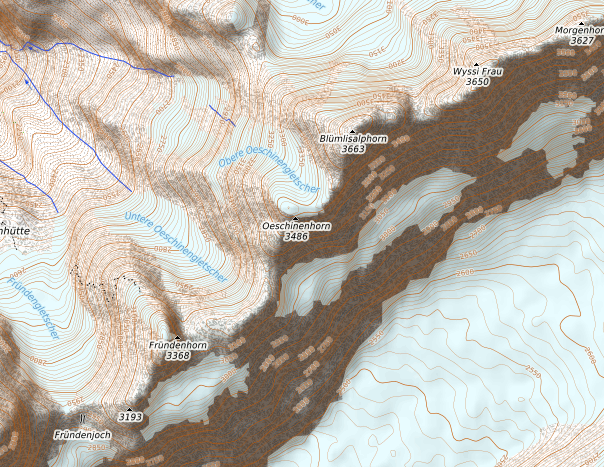
Carte topographique.

L'Oeschinenhorn est situé dans les Alpes bernoises au sud-ouest du Blüemlisalp.